# Dacnis albiventris
El dacnis ventriblanco (en Ecuador) (Dacnis albiventris), también denominado dacnis pechiblanca (en Colombia), dacnis de vientre blanco (en Perú) o mielero vientre blanco (en Venezuela), es una especie de ave paseriforme de la familia Thraupidae, perteneciente al  género Dacnis. Es nativo de América del Sur, en el occidente de la cuenca amazónica.

## Distribución y hábitat
Se distribuye en el oeste de la cuenca amazónica, en el sureste de Colombia, sur de Venezuela, este de Ecuador, noreste de Perú, oeste y localmente en varios puntos de la de la Amazonia brasileña.
Esta especie es considerada inexplicablemente rara y local en sus hábitat naturales: el dosel y los bordes de selvas húmedas de tierras bajas, por debajo de los 400 m de altitud.

## Sistemática

### Descripción original
La especie D. albiventris fue descrita por primera vez por el zoólogo británico Philip Lutley Sclater en 1852 bajo el nombre científico Pipraeidea albiventris; su localidad tipo es: «Bogotá».

### Etimología
El nombre genérico femenino Dacnis deriva de la palabra griega «daknis», tipo de ave de Egipto, no identificada, mencionada por Hesiquio y por el gramático Sexto Pompeyo Festo; y el nombre de la especie «albiventris» se compone de las palabras del latín  «albus»: blanco, y «ventris, venter»: vientre.

### Taxonomía
Los amplios estudios filogenéticos recientes demuestran que la presente especie es pariente próxima de Dacnis nigripes.
En el pasado fue colocada en un género monotípico Hemidacnis. Es monotípica.